# フリー・フライト
フリー・フライト（Free Flight）は、フルート奏者のジム・ウォーカーに率いられたアメリカのジャズ・バンド。

## 略歴
メンバーには、ピーター・アースキン、ミルチョ・レヴィエフ、ラルフ・ハンフリー、ブライアン・ペッツォーネ、ジミー・レースフィールドがいた。バンドは、ピアノ、フルート、ベース、ドラムで構成されている。
現在、ジム・ウォーカーとマイク・ガーソンが、1980年に結成されたグループ唯一のレギュラー・メンバーを務めている。ベーシストとドラマーのポジションは現在、フリー・フライトとしてツアーや演奏を行う際には、大学生または新卒者によって占められている。

## ディスコグラフィ

### スタジオ・アルバム
- The Jazz/Classical Union (1982年)
- Soaring (1983年、Palo Alto)
- Beyond the Clouds (1984年、Palo Alto)
- 『イルミネーション』 - Illumination (1986年、Columbia)
- Slice of Life (1989年、Columbia)